# 白道面
白道面是描述著在地球上看到的月球運行軌跡。相同地，在太空的遠處看到月球繞著地球公轉的軌跡是呈現出螺旋狀。為了方便解釋月球繞著地球公轉的情形，我們常以地球為座標的中心來討論月球的運行軌跡，因此月球繞著地球公轉的運行軌跡似乎會呈現在一個面上，此面稱為白道面。
白道面與黃道面通常有5°8'43''夾角，當兩者有交集時，即可能發生月全食、月偏食或半影月食等現象。